# Giuseppe Cadé
Giuseppe Cadé (Zanica, 5 marzo 1934 – Zanica, 19 novembre 2007) è stato un calciatore italiano, di ruolo attaccante.

## Carriera
Cresciuto calcisticamente nell'Atalanta, squadra della sua città con la quale esordisce giovanissimo in serie A negli anni cinquanta insieme al fratello Giancarlo Cadè. Dopo una brillante stagione 1952-1953, nella quale mette a segno 8 reti in massima serie, nell'annata successiva non riesce mai ad andare a segno in 14 incontri disputati, e a fine stagione viene ceduto al Cagliari, in Serie B.
Durante la parentesi militare passa al Chinotto Neri di Roma e poi torna di nuovo al Cagliari e poi nella Torres in terza e quarta serie.
In carriera ha totalizzato complessivamente 39 presenze e 8 reti in Serie A e 20 presenze e 2 reti in Serie B.

## Palmarès

### Club

#### Competizioni nazionali
- IV Serie: 1

Chinotto Neri: 1955-1956
- Campionato Interregionale: 1

Torres: 1958-1959